# Alcantarea geniculata
Espèce
Classification APG II (2003)
Synonymes
- Platystachys geniculata Wawra, 1862
- Vriesea geniculata (Wawra) Wawra, 1866

Alcantarea geniculata est une espèce de plantes à fleurs de la famille des Bromeliaceae, endémique du Brésil.

## Synonymes
- Platystachys geniculata Wawra 1862[1] ;
- Vriesea geniculata (Wawra) Wawra 1866[1].

## Distribution
L'espèce est endémique de la Serra dos Órgãos dans l'État de Rio de Janeiro au Brésil.